# Точные науки

Точные науки (англ. Exact sciences) — отрасли науки, в которых изучают количественно точные закономерности и используются строгие методы проверки гипотез, основанные на воспроизводимых экспериментах и строгих логических рассуждениях.
К точным наукам принято относить математику, физику, химию, информатику, а также некоторые разделы биологии. Все формальные науки — точные, при этом естественные науки, будучи в значительной части своих разделов точными, формальными не являются. Точные науки могут быть как фундаментальными, так и прикладными.
Точные науки, как правило, противопоставляют гуманитарным наукам и общественным наукам, при этом и в их рамках существуют разделы и направления (в частности, в экономике, лингвистике, психологии, социологии), методологически соответствующие подходам точных наук (например, эконометрика, корпусная лингвистика, когнитивное моделирование, статистическая социология).